# Charles Rollin

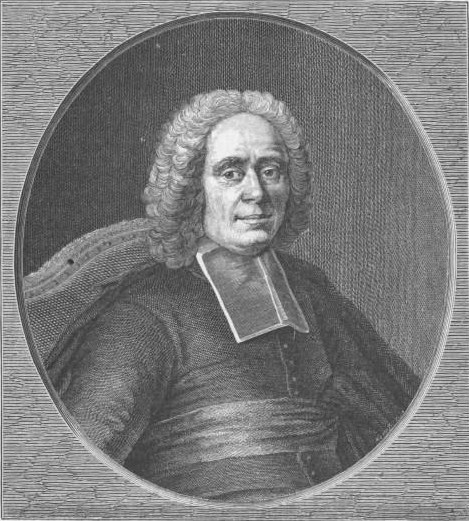
Charles Rollin

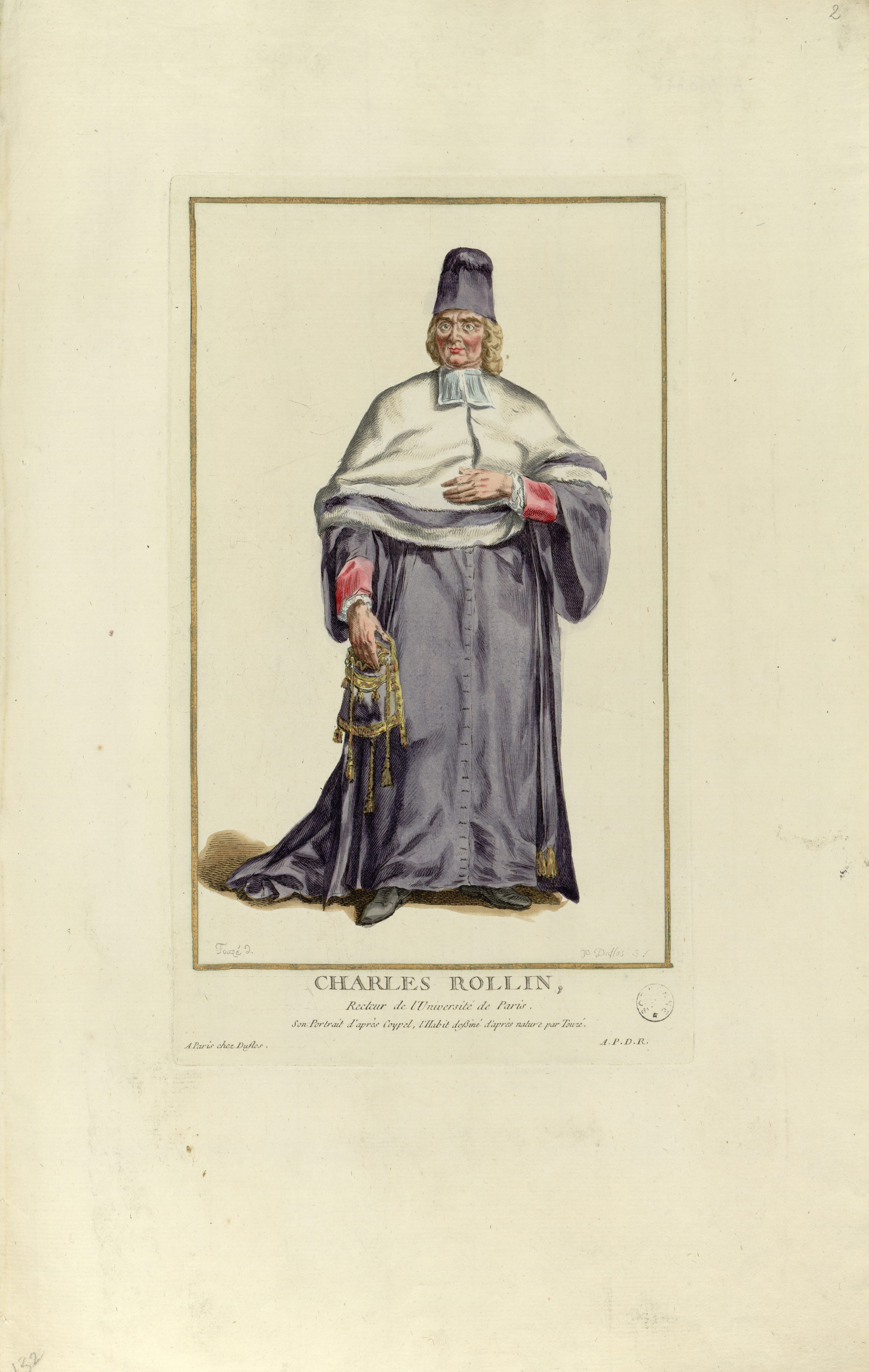
Coypel, Charles-Antoine (1694–1752) und Touzé, Jean (1747–1809), Charles Rollin, Rektor der Universität von Paris (Sorbonne-Bibliothek, NuBIS)

Charles Rollin (* 30. Januar 1661 in Paris; † 14. September 1741 ebenda) war ein französischer Historiker und Pädagoge.

## Leben und Werk
Charles Rollin war der Sohn eines armen Messerschmieds aus Montbéliard. Als Knabe diente er einem Benediktiner bei der Messe, und da dieser mit ihm zufrieden war und seine geistigen Anlagen zu schätzen wusste, so verschaffte er ihm eine Freistelle am Collège des Dix-huit. Hierauf studierte Rollin Theologie an der Sorbonne und übernahm, ohne die höheren Weihen empfangen zu haben, 1683 eine Professur am Collège du Plessis. 1688 wurde er Professor der Beredsamkeit am Collège de France, versah 1694–96 den Posten des Rektors der Universität von Paris, wo er u. a. das Studium des Griechischen wiederbelebte, und entfaltete ab 1696 als Vorsteher des Collège de Beauvais eine erfolgreiche Tätigkeit. Wegen seiner Sympathien für den Jansenismus musste er 1712 dieses Amt niederlegen, widmete sich der Jugendschriftstellerei und opponierte gegen die Bulle Unigenitus Dei filius. 1720 wurde er als Rektor der Universität Paris wiedergewählt, aber bereits nach wenigen Tagen entlassen. Seit 1701 war er Mitglied der Académie des inscriptions et belles-lettres. Er starb am 14. September 1741 im Alter von 80 Jahren in Paris.
Rollin verfasste viele pädagogische sowie für jugendliche Leser bestimmte historische Werke, doch sind letztere unkritisch und etwas ungenau. Die bedeutendsten literarischen Arbeiten Rollins sind:
- Institutionum oratoriorum libri duodecim …, gekürzte Ausgabe Quintilians, 2 Bände, 1815
- Traité de la manière d’enseigner et d’étudier les belles-lettres par rapport à l’esprit et au cœur …, 4 Bände, Paris 1726–28 (besser bekannt alsTraité des études)
- Histoire ancienne des Égyptiens, des Carthaginois, des Assyriens, des Babyloniens, des Mèdes et des Perses, des Grecs,…, 13 Bände, Paris 1730–38
- Histoire romaine, 16 Bände, Paris 1738–48 (Rollin konnte das Werk bis zu seinem Tod nur bis zur Schlacht von Actium (31 v. Chr.) führen; fortgesetzt wurde es von seinem Schüler Jean-Baptiste-Louis Crevier)

Die gesammelten Werke Rollins erschienen von 1807 bis 1810 in Paris in 60 Bänden und wurden von François Guizot (30 Bände, Paris 1821–27, mit Atlas) und von Jean Antoine Letronne (30 Bände, Paris 1821–25) herausgegeben. Neue Ausgaben seiner Werke veranstalteten Hachette (7 Bände, 1837–41) und Didot (23 Bände 1845–63). Ihm zu Ehren wurde das Pariser Collège Sainte-Barbe 1830 auf Anordnung der französischen Regierung in Collège Rollin umbenannt.